# Gunpowder Milkshake
Gunpowder Milkshake là bộ phim hành động kịch tích ra mắt năm 2021 được đạo diễn bởi Navot Papushado và phần kịch bản được chấp bút hợp tác giữa đạo diễn phim và biên kịch Ehud Lavski. Phim được sản xuất bởi hãng The Picture Company kết hợp với Babalsberg Studio, StudioCanal GmbH, Canal+ và Ciné+ và công chiếu trên nền tảng Netflix tại Hoa Kỳ và StudioCanal trên toàn thế giới. Bộ phim đồng thời cũng có sự góp mặt của những ngôi sao như Karen Gillan, Lena Headey, Carla Gugino, Dương Tử Quỳnh, Angela Bassett, Chloe Coleman, Ralph Ineson, Adam Nagaitis, Michael Smiley và Paul Giamatti.
Ngoài ra, phim còn được biết đến với cái tên Bloody Milkshake tại Pháp.

## Nội dung
Bộ phim bắt đầu với một cảnh quay về quá khứ, cô bé Sam (do Karen Gillian thủ vai) đang chờ mẹ của mình - Scarlet (do Lena Headey thủ vai) tại một quán nước. Scarlet đến gặp con mình và nhờ Sam đưa cho mình một quyển sách (trong quyển sách đó chứa một cây súng), sau khi lấy được Scarlet nói lời tạm biệt với Sam rồi rời đi. Sự việc chưa dừng lại ở đó, một gã đàn ông đã đến tìm Scarlet và đe dọa Sam nhưng Scarlet đã kịp trở lại và cho tên đàn ông ăn một viên đạn ngay giữa trán. Sau đó, cô nhanh chóng rời đi bỏ lại Sam một mình.
Câu chuyện quay trở lại thực tại. Lúc bấy giờ, Sam đã trưởng thành và trở thành một sát thủ làm việc dưới trướng của Nathan (do Paul Giamatti thủ vai). Cô nhận nhiệm vụ đi thủ tiêu David (do Samuel Anderson thủ vai) - một người đàn ông đã ăn cắp tiền của một tổ chức. Sam đến nơi và nhanh chóng hoàn thành nhiệm vụ của mình. Tuy nhiên, cô đã nhận ra rằng con gái của người này là Emily (do Chloe Coleman thủ vai) bị bắt cóc nên anh phải ăn cắp tiền để cứu Emily. Nhớ lại hoàn cảnh mất mẹ của mình lúc nhỏ, Sam đã quyết định không trả lại số tiền đã mất cho tổ chức mà đi giải cứu Emily. Trớ trêu thay, Sam dự định trả lại số tiền đó sau khi giải thoát được cho cô bé nhưng lũ bắt cóc đã làm nổ cái vali tiền. Và Nathan đành lòng phải bỏ quyền bảo hộ của cô vì cô đã không hoàn thành được nhiệm vụ.
Sam cùng Emily bị truy bắt gắt gao bởi "The Firm" (một tổ chức phi pháp do Jim McAlester đứng đầu - được thủ vai bởi Ralph Ineson) sau khi Nathan gỡ bỏ quyền bảo hộ của cô. Cũng ngay lúc này, Sam đã gặp lại mẹ mình sau 15 năm mất liên lạc. Và sau đó, cả ba đã cùng nhau trốn thoát khỏi sự truy bắt của "The Firm". Họ quay về thư viện (nơi ẩn náu của ba nữ sát thủ đồng thời cũng là ba ân nhân đã cưu mang hai mẹ con năm xưa - Madeleine, Florence và Anna lần lượt do Carla Guigino, Dương Tử Quỳnh và Angele Bassett thủ vai). Cả hội đoàn tụ sau 15 năm chia cắt và một lần nữa họ cùng nhau sát cánh chiến đấu bảo vệ nhau.

## Diễn viên

### Nhân vật chính
- Karen Gillian thủ vai Sam, con của Scarlet, một sát thủ
  - Freya Allen thủ vai Sam (lúc nhỏ)
- Lena Headey thủ vai Scarlet, thành viên của hội chị em tại thư viện, mẹ của Sam, một sát thủ
- Carla Guigino thủ vai Madeleine, thành viên của hội chị em tại thư viện, sát thủ chuyên dùng rìu
- Chloe Coleman thủ vai Emily, con của David, bị bắt cóc và đã được giải cứu bởi Sam
- Dương Tử Quỳnh vai Florence, thành viên của hội chị em tại thư viện, sát thủ chuyên dùng dây xích
- Angela Bassett vai Anna May, thành viên của hội chị em tại thư viện, sát thủ chuyên dùng búa
- Paul Giamatti vai Nathan, trưởng phòng nhân sự của "The Firm", cấp trên của Sam
- Ralph Ineson vai Jim McAlester, người đứng đầu của tổ chức sát thủ "The Firm"
- Adam Nagaitis vai Virgil, thuộc hạ thân cận của Jim, một sát thủ
- Michael Smiley vai Bác sĩ Ricky, trưởng phòng khám bí mật chuyên chữa vết thương cho sát thủ tại "The Firm"

### Nhân vật phụ
- Samuel Anderson vai David, cha của Emily
- Mai Duong Kieu vai nữ y tá, làm việc tại phòng khám của Bác sĩ Ricky
- Ivan Kaye vai Yankee, một trong bộ ba sát thủ của "The Firm"
- Jack Bandeira vai Crow, một trong bộ ba sát thủ của "The Firm"
- David Burnell IV vai Shocker, một trong bộ ba sát thủ của "The Firm"

## Sản xuất

### Quay phim
Phim bắt đầu công đoạn quay vào ngày 3 tháng 6 năm 2019 và kết thúc sau hai tháng vào ngày 20 tháng 8 cùng năm tại thủ đô Berlin của Công hòa Liên bang Đức.

## Âm nhạc
Ngày 16 tháng 12, 2019, Frank Ilfman được thông báo tuyển dụng cho vị trí nhà soạn nhạc của phim. Sau đó, ngày 14 tháng 6 năm 2021, album nhạc phim đã được phát hành bởi Milan Records.

## Hậu truyện
Ngày 30 tháng 4, 2021, tờ Deadline Hollywood đã đăng thông tin về việc hãng phim The Picture Company và StudioCanal tiếp tục hợp tác để sản xuất phần hậu truyện của phim.
Ngày 6 tháng 7, 2021, StudioCanal đã lên tiếng xác nhận trong lễ kỷ niệm lần thứ 30 tại Liên hoan phim Cannes về việc phần hậu truyện của phim chính thức đang trong quá trình phát triển.